# 朱爾申
朱爾申（1755年—？年），字號不詳，江蘇省江寧府上元縣（今屬南京市）人，清朝政治人物。

## 生平
附監生出身。由四庫館謄錄授布政司經歷，擢廣西思恩府百色廳同知，署理知府。嘉慶十四年（1809年）調任福建福州府平潭廳同知。十五年（1810年），遷臺灣府擔任海防兼南路理番同知。十七年（1812）年，因「逞私舞弊」遭閩浙總督汪志伊革職查辦。
| 前任： 柯緯章 | 台灣府海防兼南路理番同知 1810年上任 | 繼任： 張學溥 |